# Герцинит
Герценит (синоним — Хризомелан) FeAl2O4 — минерал класса окислов и гидроокислов, назван по месту находки — от латинского названия Богемского леса — Silva Hercynia.

## Свойства минерала

### Структура и морфология кристаллов.
Кубическая сингония, пространственная группа — Fd3m; {\displaystyle a_{0}}= 0,812 нм, а для искусственного {\displaystyle a_{0}}= 0.811 нм. Структура типа нормальной шпинели. Гексоктаэдрический класс точечной группы — m3m ({\displaystyle 3L_{4}4L_{3}6L_{2}9PC}). Отмечены ориентированные взаимно-параллельные срастания с магнетитом. Как продукт распада твердого раствора обычен в магнетите в виде мелких пластинок и зерен.

### Физические свойства и физико-химические константы
Хрупок. Твердость 7,5 — 8. Микротвёрдость 1478 — 1533 кГ/мм2 пи нагрузке 100 г. Удельный вес 3,90 — 4,42. Цвет черный. Черта темно-серовато-зеленая до темно-зеленой. Теплота образования (—)467,2 ккал/моль. Герцинит дает в инфракрасном спектре три узкие интенсивные и четко разделенные полосы по максимумами 670, 568, 512 см−1. Плавится инконгруэнтно при 1440 °C.

### Микроскопическая характеристика.
В шлифах в проходящем свете зеленый. Изотропен. Отражательная способность ({\displaystyle \lambda } в {\displaystyle m\mu }): для 470 — 10%; 520 — 9,8%; 575 — 7,3%; 600 — %; 700 — 7,7%.

### Химический состав
Теоретический состав: FeO — 41,34%; Al2O3 — 58,66. Часто Fe изоморфно замещается Mg, иногда, Mn; Al замещается Fe3+ и Cr3+. По-видимому, существует полный изоморфный ряд FeAl2O4 — FeCr2O4. Выше 858 °C взаимная растворимость FeAl2O4 и FeFe2O4 является неограниченной. В соляной и азотной кислотах почти не разлагается. Перед паяльной трубкой не плавится, в окислительном пламени становится кирпично-красным.

## Нахождение
Довольно редок. Наиболее характерен для месторождений, связанных с основными и с метаморфизованными породами. В качестве акцессорного минерала встречается в габбро Юры (Швейцария) в ассоциации с корундом и силлиманитом. Вместе с корундом наблюдался с гранит-порфирах, в участках, где имеется включения сланцев, около Шенкенцеля в Шварцвальде (Баден, Германия). В качестве продукта распада магнетита всегда с ильменитом обнаружен в титаномагнетитовых месторождений в Нью-Йорке, США, в гнейсах Хиого (Япония). Наблюдался в корундо-шпинелевых метаморфических породах нагорья Сангилен (Тыва).

## Искусственное получение
Получен из смеси Fe2O3 и Al2O3 при 800 — 1300 °C и при нагревания смеси окислов с минерализаторами при 630 °C. Обнаружен в виде включений в стали, сталеразливочном припасе, в шамотных огнеупорах. Обнаружен как новообразование в турбинах паровых котлов.

## Разновидности
Хромогерцинит —  Fe(Al,Cr)2O4, отношение Al : Cr от 1 : 1 до 3 : 1.